# باروسا ولی
باروسا ولی یا دره باروسا (به انگلیسی: Barossa Valley) یکی از سیزده ناحیه ایالت استرالیای جنوبی است. این ناحیه دره مانند که در ۶۰ کیلومتری شمال آدلاید قرار دارد، به تولید شراب استرالیایی و صنعت گردشگری مشهور است. این ناحیه در گودی و دره رودخانه نورث پارا قرار گرفته است. این ناحیه به طور تقریبی ۱۸۳ کیلومتر مربع مساحت دارد. 